# Torquay (Australia)
Torquay – miejscowość w australijskim stanie Wiktoria, w hrabstwie Surf Coast, którego jest ośrodkiem administracyjnym. Położone ok. 100 km na południowy zachód od Melbourne.  Popularny kurort, znany zwłaszcza ze swych plaż, gdzie w sezonie letnim (co w Australii oznacza styczeń i luty) panują bardzo dogodne warunki do uprawiania surfingu. W miasteczku bierze swój początek Great Ocean Road.